# Arboretum Lindenberg
Das Arboretum Lindenberg ist ein Arboretum in Lindenberg, einem Ortsteil der Gemeinde Userin im Landkreis Mecklenburgische Seenplatte im Süden Mecklenburg-Vorpommerns.

## Lage
Es liegt direkt an der am südlichen Rand verlaufenden Landesstraße L 25. Am östlichen Rand verläuft die Straße nach Hohenlanke, einem Ortsteil der Stadt Neustrelitz. Östlich fließt der Kammerkanal, nordöstlich erstreckt sich der 347,3 ha große Zierker See.

## Beschreibung
Das Arboretum wurde ab 1887 von Rudolph Hahn, dem damaligen Oberförster der Oberförsterei Langhagen (heute Ortsteil von Neustrelitz) angelegt. Es steht im Eigentum der Landesforst Mecklenburg-Vorpommern und wird vom Forstamt Mirow betreut.
Im Arboretum finden sich 20 ausländische Baumarten und einheimische Gehölze, teilweise mit beeindruckenden Wuchsleistungen. Die Küstentanne erreicht eine Höhe von 44 Meter und einen Durchmesser von 82 cm in Brusthöhe. Douglasien erreichen einen Durchmesser von 80 cm.